# Keckiella
Keckiella je biljni rod iz porodice trpučevki  (Plantaginaceae). Sastoji se od 7 vrsta sjevernoameričkih polugrmova i grmova.

## Opis
Sve svojte roda Keckiella prvi put su opisane u Penstemonu, gdje su dugo bile prepoznate kao međusobno povezane i anomalne unutar Penstemona. Svojte Keckiella tretirane su kao Keckia Straw prije nego što je primijećena ranija upotreba tog imena za fosilnu algu. Odnos Keckielle i Penstemona s ostatkom Cheloneae razjasnili su A.D.Wolfe et al. (2002). Ovo je potvrdilo klasifikaciju koju je implicirao D.D.Keck (1936.) i predložio R.M.Straw (1966.). Dva su roda sada prepoznata kao različite evolucijske loze na temelju morfologije, odnosa gljivica hrđe, fitokemije i DNK dokaza (D.B.O.Savile 1968b, 1979; D.C.Michener 1982; O.Mistretta i R.Scogin 1989; Wolfe et al.; C.E.Freeman i dr. 2003).
Među Keckiella vrstama, grube morfološke i anatomske karakteristike lista i drva koreliraju sa staništem; cvjetni znakovi, osim osebujne strukture nektarija koja pomaže u definiranju Keckiella, odražavaju sindrom oprašivanja (D.C.Michener 1981, 1982). Morfologija lišća je tipična za sušne listopadne biljke (Michener 1981). Sorte se prepoznaju djelomično na lišću i ovojnici čaške. Primordije lišća svih vrsta su (slabo) dlakave sa žljezdanim i nežljezdanim dlakama, što indument čini izazovnim karakterom za tumačenje.
Čini se da su biologija oprašivanja i tolerancije staništa važni u diverzifikaciji vrsta. Oprašivanje pčela je temeljno u Keckielli, s veličinom cvjetova među vrstama skaliranim na niz domaćih pčela; oprašivanje kolibrića je polifiletsko paralelno s Penstemonom (D.C.Michener 1982; C.E.Freeman et al. 2003; Paul Wilson et al. 2007). Prirodni hibridi su više puta pronađeni za dva para vrsta (K. antirrhinoides var. antirrhinoides i K. cordifolia; K. breviflora var. glabrisepala i K. lemmonii) gdje se rasponi preklapaju. Sindromi oprašivanja nisu učinkovite prepreke stranom unakrsnom oprašivanju: čak i vrste koje se oprašuju kolibrićima posjećuju male pčele koje traže pelud koje mogu poticati oprašivanje ili hibridizaciju odvojeno od kolibrića (Michener). Flavonoidi iz lišća ne podržavaju činjenicu da su vrste koje oprašuju kolibrići međusobno najbliži srodnici (O.Mistretta i R.Scogin 1989.).
Vrste Keckiella su široko rasprostranjene, ali samo lokalno uobičajene u svom staništu. Obično se javljaju na nestabilnim mjestima kao što su padine i pukotine u stjenovitim površinama od blizu razine mora do 3000 m. Ova lokalna mikro-mjesta mogu biti manje sklona požaru od neposredno okolnih zajednica. Ekologija požara može biti važna u evoluciji vrste; čvorovi korijena pronađeni samo kod K. antirrhinoides var. antirrhinoides i K. cordifolia mogu pomoći ovim vrstama da ponovno niknu nakon požara tipičnih za njihova staništa na niskim nadmorskim visinama (D. C. Michener 1981.).

## Vrste
1. Keckiella antirrhinoides (Benth.) Straw
2. Keckiella breviflora (Lindl.) Straw
3. Keckiella cordifolia (Benth.) Straw
4. Keckiella corymbosa (Benth. ex A.DC.) Straw
5. Keckiella lemmonii (A.Gray) Straw
6. Keckiella rothrockii (A.Gray) Straw
7. Keckiella ternata (Torr. ex A.Gray) Straw

## Sinonimi
- Keckia Straw; Brittonia 18: 87 (1966)
- Lepidostemon Lem.; Illustr. Hortic. 9: I. 315 (1862)